# El Cubo de Tierra del Vino
El Cubo de Tierra del Vino é um município da Espanha na província de Zamora, comunidade autónoma de Castela e Leão, de área 33,96 km² com população de 445 habitantes (2004) e densidade populacional de 13,10 hab/km².

## Demografia
| Variação demográfica do município entre 1991 e 2004 | Variação demográfica do município entre 1991 e 2004 | Variação demográfica do município entre 1991 e 2004 | Variação demográfica do município entre 1991 e 2004 |
| --------------------------------------------------- | --------------------------------------------------- | --------------------------------------------------- | --------------------------------------------------- |
| 1991                                                | 1996                                                | 2001                                                | 2004                                                |
| 493                                                 | 507                                                 | 465                                                 | 445                                                 |